# Lythrum linifolium
Lythrum linifolium är en fackelblomsväxtart som beskrevs av Grigorij Silych Karelin och Kir.. Lythrum linifolium ingår i släktet fackelblomstersläktet, och familjen fackelblomsväxter. Inga underarter finns listade i Catalogue of Life.